# Gwara orawska
Gwara orawska (słow. oravské goralské nárečie, oraw. ôrawskô gwara) – gwara pasa górskiego dialektu małopolskiego języka polskiego. Słowaccy językoznawcy uważają ją za gwarę przejściową słowacko-polską, małopolskiego pochodzenia. Posługują nią się rdzenni mieszkańcy Górnej Orawy, znajdującej się w Polsce i na Słowacji. Występuje również w wyspach językowych w głębi Słowacji.

## Klasyfikacja
Według polskich językoznawców jest to gwara pasa górskiego (inna nazwa: pas podhalańsko-beskidzki) dialektu małopolskiego języka polskiego. Słowaccy uważają zaś, że te pierwotnie małopolskie gwary, pod wpływem kontaktów polsko-słowackich, stały się gwarami przejściowymi polsko-słowackimi. Zaliczają je do gwar góralskich (słow. goralské nárečia).

## Zasięg
Na Polskiej Orawie gwara występuje w 14 wsiach w powiecie nowotarskim. W słowackiej części tego regionu gwary używa się w 11 wsiach: 9 w powiecie Namiestów i 2 w powiecie Twardoszyn (w tym jedna wieś z gwarą przejściową słowacko-orawską). Ponadto gwara przejściowa słowacko-orawska występuje w wyspach językowych poza Orawą, we 5 wsiach, założonych przez osadników z Górnej Orawy.
| Nazwa polska     | Nazwa słowacka | Gmina          |
| ---------------- | -------------- | -------------- |
| Bukowina-Osiedle | Bukovina       | Raba Wyżna     |
| Chyżne           | Chyžné         | Jabłonka       |
| Harkabuz         | Harkabúz       | Raba Wyżna     |
| Jabłonka         | Jablonka       | Jabłonka       |
| Kiczory          |                | Lipnica Wielka |
| Lipnica Mała     | Malá Lipnica   | Jabłonka       |
| Lipnica Wielka   | Veľká Lipnica  | Lipnica Wielka |
| Orawka           | Oravka         | Jabłonka       |
| Piekielnik       | Pekelník       | Czarny Dunajec |
| Podsarnie        | Podsrnie       | Raba Wyżna     |
| Podszkle         | Podsklie       | Czarny Dunajec |
| Podwilk          | Podvlk         | Jabłonka       |
| Zubrzyca Dolna   | Dolná Zubrica  | Jabłonka       |
| Zubrzyca Górna   | Horná Zubrica  | Jabłonka       |

| Nazwa polska    | Nazwa słowacka  | Powiat (okres) | Uwagi                              |
| --------------- | --------------- | -------------- | ---------------------------------- |
| Głodówka        | Hladovka        | Twardoszyn     | gwara przejściowa słowacko-orawska |
| Mutne           | Mútne           | Namiestów      |                                    |
| Nowoć           | Novoť           | Namiestów      |                                    |
| Orawska Leśna   | Oravská Lesná   | Namiestów      |                                    |
| Orawska Półgóra | Oravská Polhora | Namiestów      |                                    |
| Orawskie Wesele | Oravské Veselé  | Namiestów      |                                    |
| Rabcza          | Rabča           | Namiestów      |                                    |
| Rabczyca        | Rabčice         | Namiestów      |                                    |
| Sihelne         | Sihelné         | Namiestów      |                                    |
| Sucha Góra      | Suchá Hora      | Twardoszyn     |                                    |
| Zakamienny Klin | Zákamenné       | Namiestów      |                                    |

| Nazwa polska   | Nazwa slowacka    | Powiat (okres)     | Region historyczny | Uwagi                              |
| -------------- | ----------------- | ------------------ | ------------------ | ---------------------------------- |
|                | Huty              | Liptowski Mikułasz | Liptów             | gwara przejściowa słowacko-orawska |
|                | Liptovská Lúžna   | Rużomberk          | Liptów             | gwara przejściowa słowacko-orawska |
|                | Lom nad Rimavicou | Brezno             | Gemer              | gwara przejściowa słowacko-orawska |
| Małe Borowe    | Malé Borové       | Liptowski Mikułasz | Liptów             | gwara przejściowa słowacko-orawska |
| Wielkie Borowe | Veľké Borové      | Liptowski Mikułasz | Liptów             | gwara przejściowa słowacko-orawska |

## Fonetyka
W gwarze orawskiej występują takie zjawiska fonetyczne jak:
- mazurzenie;
- udźwięcznienie międzywyrazowe;
- występowanie samogłosek pochylonych:
  - a pochylone, realizowane jako å – dźwięk pośredni pomiędzy a i o bliższa jednak o lub jako o;
  - o pochylone, realizowane jako ů – dźwięk pośredni pomiędzy o i u;
  - e pochylone, realizowane jako y, występuje zarówno po samogłoskach twardych, jak i miękkich;
- rezonans nosowy:
  - w pozycji śródgłosowej:
    - przed spółgłoską zwartą. W tej pozycji występują grupy e+N i o+N.;
    - przed spółgłoską szczelinową. W tej pozycji występuje rezonans nosowy synchroniczny.;
    - przed spółgłoskami ł, l (w typie stanął, stanęli). W tej pozycji występują realizacje wźon, wźyna; stanůł, stanyła.;

  - w pozycji wygłosowej:
    - odpowiednik ogólnopolskiego ę:
      - -ym w 1. os. l. poj. czasu teraźniejszego;
      - -e w bierniku l. poj. rzeczowników rodzaju żeńskiego, zakończonych w mianowniku lp na a jasne;
      - -o w bierniku l. poj. rzeczowników rodzaju żeńskiego, zakończonych w mianowniku lp na a pochylone;

    - odpowiednik ogólnopolskiego ą:
      - -o w 3. os. lm czasu teraźniejszego;
      - -o w bierniku l. poj. przymiotników, liczebników, zaimków rodzaju żeńskiego;
      - -e w bierniku l. poj. przymiotników dzierżawczych, mających a jasne w mianowniku l. poj.;
- występowanie spółgłosek protetycznych:
  - labializacja;
  - przydech;
  - prejotacja;
- przejście wygłosowego -χ w -k. Zachodzi to w:
  - końcówkach fleksyjnych:
    - w końcówce -ach w Miejscowniku l. mn. rzeczowników;
    - w końcówce -ych (|| -ich) w Dopełniaczu i Miejscowniku l. mn. przymiotników, zaimków itd.;
    - w końcówce 1. os. l. poj. czasu przeszłego;
    - w końcówce 1. os. l. poj. trybu przypuszczającego

  - w partykule ńek (niech);
- przejście -χ w -k w określonych grupach spółgłoskowych, np. křest, křon;
- zachowanie frykatywnego r (ř);
- brak wałczenia, zwłaszcza w zachodniej części Orawy;
- wyrównanie analogiczne w końcówkach -i oraz -u w Dopełniaczu l. mn. liczebników i upowszechnienie się w nich χ (z jego przejściem w -k);
- wymowa połączeń pierwotnego połączenia ił. Występuje tu różnica w zależności od usytuowania tego połączenia. W pozycji synsylabicznej – jako ůł, a w pozycji heterosylabicznej jako ył;
- brak przegłosu e w o przed spółgłoskami zębowymi twardymi;
- utrzymanie miękkiego l’ nie tylko przed i;
- zachowanie dwuwargowego w (Obecnie występuje rzadko, tylko w wymowie starszego pokolenia.);
- zachowanie dźwięcznego v po spółgłoskach bezdźwięcznych;
- akcent inicjalny (Występuje głównie po stronie polskiej, bywa jednak nieregularny. Na Słowacji przeważa akcent paroksytoniczny.);
- uproszczenie wygłosowych grup spółgłoskowych -ść, -řć w -ś, -ř.